# أبو الفضل الكلبايكاني
الميرزا أبو الفضل بن محمد بن محمد رضا الكُلبايكاني يعرف عمومًا بـأبو الفضائل (يوليو 1844 - 21 يناير 1914) كاتب ديني إيراني، ومن دعاة البهائية بعد اعتناقها من الشيعة الإثنا عشرية في سنة 1876. ولد في كلبايكان بأصفهان ونشأ بها، درس فيها وفي كربلاء. عيّن مدرسًا في مدرسة بطهران سنة 1873. سجن عدة مرات، وقام برحلات كثيرة في إيران وتركستان ومن ثم بلاد الشام ومصر. اجتهد في نشر العقيدة البهائية. وله عدة مؤلفات في دفاعيات عنها بالعربية والفارسية أهمها «كتاب الفرائد». توفي في القاهرة عن 70 عامًا.

## سيرته
ولد أبو الفضل بن محمد بن محمد رضا شريعت مَدار الگُلپايِگاني في جمادى الثاني 1260 هـ/ يوليو 1844 في كلبايكان بأصفهان ونشأ بها. تلقى علومه فيها وفي مدينة أصفهان وكربلاء في العراق، وأخذ من العلوم العربية‌ بكافة فروعها. ودرس علم الطبيعة والعلوم الرياضية والحساب والجبر والهندسة والفلك، وألّم بفلسفة أرسطو والفلسفة الإسلامية العلقية. وفي سنة 1873 عُيّن مدرّسًا في مدرسة حكيم هاشم بطهران، تعرف أيضًا بمدرسة مادر شاه، وكان بعد القاء دروسه في الجامعة يجلس في محل تجازة آغا عبد الكريم الأصفهاني، وكان ممن يدينون بالبهائية، ورغب الكلبايكاني في اعتناق البهائية، وصار يناظره ويحاجه، إلى أن اعتنق البهائية في سبتمبر سنة 1876، وصار من كبار رجاله.

وعندما علمت الجامعة بعقيدته الجديدة رفض من الوظيفة، وسجن ونهبت أملاكه التي ورثها عن أبيه وبعد خمسة أشهر أفرج عنه بمساعدة ميرزا حسين خان وزير الحربية وقتئذ. في ديسمبر 1882 ، سجن مع العديد من البهائيين الآخرين في طهران. تم استجوابه مرارًا وسجنه لمدة اثنين وعشرين شهرًا ومرة أخرى لمدة ستة أشهر قبل إطلاق سراحه في فبراير 1886. ثم اشتغل بالتأليف ونشر مبادئ البهائية، وبدأ سلسلة من الرحلات لنشر العقيدة البهائية، حيث قام بزيارة قم وكاشان وأصفهان ويزد وتبريز وهمدان، وكرمانشاه. في يوليو 1888 ذهب إلى عشق أباد وسمرقند وبخارى. في عام 1894 أمضى عشرة أشهر في عكا في لقاء مع عبد البهاء، ثم أرسله إلى مصر، حيث نجح في تحويل عدد من طلاب الأزهر. بين عامي 1900 و 1904، سافر إلى باريس والولايات المتحدة. ثم أقام في مصر وبيروت حتى وفاته في القاهرة في 24 صفر 1332 /21 يناير 1914. ودفن بها. ومن تلاميذه عبد الجليل بك سعد القاضي المصري.

## آثاره
من مؤلفاته بالعربية:
- «الدرر البهية»، 1899
- «الرسالة الأيوبية»، 1888
- «كتاب الفرائد»، أشهر وأهم مؤلفاته، 1898
- «كشف الغطاء عن الحيل الأعداء»
- «الحجج البهية»، 1902
- «برهان اللامع»،‌ 1912
- مجموعة رسائل بالعربية والفارسية، 1920